# Grand Prix Německa 2012
Grand Prix Německa 2012 (oficiálně Formula 1 Großer Preis Santander von Deutschland 2012) se jela na okruhu Hockenheimring v Hockenheimu v Německu dne 22. července 2012. Závod byl desátým v pořadí v sezóně 2012 šampionátu Formule 1.

## Kvalifikace
| Poř.                       | No. | Jezdec             | Konstruktér          | Časy v kvalifikaci | Časy v kvalifikaci | Časy v kvalifikaci | Pořadí na startu |
| Poř.                       | No. | Jezdec             | Konstruktér          | Q1                 | Q2                 | Q3                 | Pořadí na startu |
| -------------------------- | --- | ------------------ | -------------------- | ------------------ | ------------------ | ------------------ | ---------------- |
| 1                          | 5   | Fernando Alonso    | Ferrari              | 1:16.073           | 1:38.521           | 1:40.621           | 1                |
| 2                          | 1   | Sebastian Vettel   | Red Bull-Renault     | 1:16.393           | 1:38.309           | 1:41.026           | 2                |
| 3                          | 2   | Mark Webber        | Red Bull-Renault     | 1:16.500           | 1:39.382           | 1:41.496           | 8                |
| 4                          | 7   | Michael Schumacher | Mercedes             | 1:16.686           | 1:38.010           | 1:42.459           | 3                |
| 5                          | 12  | Nico Hülkenberg    | Force India-Mercedes | 1:16.271           | 1:39.467           | 1:43.501           | 4                |
| 6                          | 18  | Pastor Maldonado   | Williams-Renault     | 1:16.181           | 1:38.731           | 1:43.950           | 5                |
| 7                          | 3   | Jenson Button      | McLaren-Mercedes     | 1:16.507           | 1:38.659           | 1:44.113           | 6                |
| 8                          | 4   | Lewis Hamilton     | McLaren-Mercedes     | 1:16.221           | 1:37.365           | 1:44.186           | 7                |
| 9                          | 11  | Paul di Resta      | Force India-Mercedes | 1:16.352           | 1:39.703           | 1:44.889           | 9                |
| 10                         | 9   | Kimi Räikkönen     | Lotus-Renault        | 1:15.693           | 1:39.729           | 1:45.811           | 10               |
| 11                         | 16  | Daniel Ricciardo   | Toro Rosso-Ferrari   | 1:16.516           | 1:39.789           |                    | 11               |
| 12                         | 15  | Sergio Pérez       | Sauber-Ferrari       | 1:15.726           | 1:39.933           |                    | 17               |
| 13                         | 14  | Kamui Kobajaši     | Sauber-Ferrari       | 1:16.481           | 1:39.985           |                    | 12               |
| 14                         | 6   | Felipe Massa       | Ferrari              | 1:16.265           | 1:40.212           |                    | 13               |
| 15                         | 10  | Romain Grosjean    | Lotus-Renault        | 1:16.685           | 1:40.574           |                    | 19               |
| 16                         | 19  | Bruno Senna        | Williams-Renault     | 1:16.426           | 1:40.752           |                    | 14               |
| 17                         | 8   | Nico Rosberg       | Mercedes             | 1:15.988           | 1:41.551           |                    | 21               |
| 18                         | 17  | Jean-Éric Vergne   | Toro Rosso-Ferrari   | 1:16.741           |                    |                    | 15               |
| 19                         | 20  | Heikki Kovalainen  | Caterham-Renault     | 1:17.620           |                    |                    | 16               |
| 20                         | 21  | Vitalij Petrov     | Caterham-Renault     | 1:18.531           |                    |                    | 18               |
| 21                         | 25  | Charles Pic        | Marussia-Cosworth    | 1:19.220           |                    |                    | 20               |
| 22                         | 24  | Timo Glock         | Marussia-Cosworth    | 1:19.291           |                    |                    | 22               |
| 23                         | 22  | Pedro de la Rosa   | HRT-Cosworth         | 1:19.912           |                    |                    | 23               |
| 24                         | 23  | Narain Karthikeyan | HRT-Cosworth         | 1:20.230           |                    |                    | 24               |
| 107% času vítěze: 1:20.991 |     |                    |                      |                    |                    |                    |                  |
| Zdroj:                     |     |                    |                      |                    |                    |                    |                  |

Poznámky
1. 1 2 3  Mark Webber, Romain Grosjean a Nico Rosberg obdržel trest posunu o 5 míst vzad za neplánovanou výměnu převodovky.
2. ↑  Sergio Pérez obdržel trest posunu o 5 míst vzad za blokování Fernanda Alonsa a Kimiho Räikkönena během tréninku.

## Závod
| Poř.   | No. | Jezdec             | Konstruktér          | Počet kol | Čas/Odstoupení | Pořadí na startu | Body |
| ------ | --- | ------------------ | -------------------- | --------- | -------------- | ---------------- | ---- |
| 1      | 5   | Fernando Alonso    | Ferrari              | 67        | 1:31:05.862    | 1                | 25   |
| 2      | 3   | Jenson Button      | McLaren-Mercedes     | 67        | +6.931         | 6                | 18   |
| 3      | 9   | Kimi Räikkönen     | Lotus-Renault        | 67        | +16.409        | 10               | 15   |
| 4      | 14  | Kamui Kobajaši     | Sauber-Ferrari       | 67        | +21.925        | 12               | 12   |
| 5      | 1   | Sebastian Vettel   | Red Bull-Renault     | 67        | +23.732        | 2                | 10   |
| 6      | 15  | Sergio Pérez       | Sauber-Ferrari       | 67        | +27.896        | 17               | 8    |
| 7      | 7   | Michael Schumacher | Mercedes             | 67        | +28.970        | 3                | 6    |
| 8      | 2   | Mark Webber        | Red Bull-Renault     | 67        | +46.941        | 8                | 4    |
| 9      | 12  | Nico Hülkenberg    | Force India-Mercedes | 67        | +48.162        | 4                | 2    |
| 10     | 8   | Nico Rosberg       | Mercedes             | 67        | +48.889        | 21               | 1    |
| 11     | 11  | Paul di Resta      | Force India-Mercedes | 67        | +59.227        | 9                |      |
| 12     | 6   | Felipe Massa       | Ferrari              | 67        | +1:11.428      | 13               |      |
| 13     | 16  | Daniel Ricciardo   | Toro Rosso-Ferrari   | 67        | +1:16.829      | 11               |      |
| 14     | 17  | Jean-Éric Vergne   | Toro Rosso-Ferrari   | 67        | +1:16.965      | 15               |      |
| 15     | 18  | Pastor Maldonado   | Williams-Renault     | 66        | +1 kolo        | 5                |      |
| 16     | 21  | Vitalij Petrov     | Caterham-Renault     | 66        | +1 kolo        | 18               |      |
| 17     | 19  | Bruno Senna        | Williams-Renault     | 66        | +1 kolo        | 14               |      |
| 18     | 10  | Romain Grosjean    | Lotus-Renault        | 66        | +1 kolo        | 19               |      |
| 19     | 20  | Heikki Kovalainen  | Caterham-Renault     | 65        | +2 kola        | 16               |      |
| 20     | 25  | Charles Pic        | Marussia-Cosworth    | 65        | +2 kola        | 20               |      |
| 21     | 22  | Pedro de la Rosa   | HRT-Cosworth         | 64        | +3 kola        | 23               |      |
| 22     | 24  | Timo Glock         | Marussia-Cosworth    | 64        | +3 kola        | 22               |      |
| 23     | 23  | Narain Karthikeyan | HRT-Cosworth         | 64        | +3 kola        | 24               |      |
| Ret    | 4   | Lewis Hamilton     | McLaren-Mercedes     | 56        | Defekt         | 7                |      |
| Zdroj: |     |                    |                      |           |                |                  |      |

Poznámky
1. ↑  Sebastian Vettel obdržel trest přičtení 20 sekund k času v cíli za ilegální předjetí Jensona Buttona.

## Průběžné pořadí po závodě
Pohár jezdců
|   | Pořadí | Jezdec           | Body |
| - | ------ | ---------------- | ---- |
|   | 1      | Fernando Alonso  | 154  |
|   | 2      | Mark Webber      | 120  |
|   | 3      | Sebastian Vettel | 110  |
| 1 | 4      | Kimi Räikkönen   | 98   |
| 1 | 5      | Lewis Hamilton   | 92   |

Pohár konstruktérů
|   | Pořadí | Konstruktér      | Body |
| - | ------ | ---------------- | ---- |
|   | 1      | Red Bull-Renault | 230  |
|   | 2      | Ferrari          | 177  |
| 1 | 3      | McLaren-Mercedes | 160  |
| 1 | 4      | Lotus-Renault    | 159  |
|   | 5      | Mercedes         | 105  |